# Marie Holíková
Marie Holíková (15. července 1911 Ves Blížkovice – 6. prosince 2020 Blížkovice) byla česká stoletá žena, která byla v letech 2019–2020, ve věku 108–109 let, nejstarším občanem České republiky.

## Život
Narodila se manželům Marii a Františkovi Zuhlovým ve Vsi Blížkovicích. Měla tři mladší sourozence. Předškolní léta strávila s matkou, prarodiči a mladší sestrou, jelikož její otec byl povolán do první světové války. Obecnou školu absolvovala v Blížkovicích, měšťanskou v Moravských Budějovicích. Po dostudování pracovala v zemědělství s rodiči.
V roce 1937 se provdala za Jana Holíka a o rok později se jim narodil první syn. Později pracovala v zemědělském družstvu v živočišně. V roce 1983 zemřel její manžel.
Od svých 103 let byla upoutána na lůžko, ale přesto se stále zajímala o dění doma i ve světě. Po smrti Magdaleny Kytnerové 8. prosince 2019 se stala nejstarším občanem České republiky. Zemřela o rok později, 6. prosince 2020, ve věku 109 let. Pohřeb se konal v kostele svatého Bartoloměje v Blížkovicích.
Měla dvě děti, čtyři vnučky, šest pravnoučat a tři prapravnoučata.